# Amazy
Amazy é uma comuna francesa na região administrativa de Borgonha-Franco-Condado, no departamento Nièvre. Estende-se por uma área de 13,56 km². Em 2010 a comuna tinha 227 habitantes (densidade: 16,7 hab./km²).